# Robert Charpentier
Robert Charpentier (n. 4 aprilie 1916, Maule, Seine-et-Oise, Franța – d. 29 octombrie 1966, Issy-les-Moulineaux, Région parisienne, Franța) a fost un ciclist francez, medaliat olimpic. A participat la o ediție a Jocurilor Olimpice (1936) în care a câștigat trei medalii de aur.